# William Donald Kelley
William Donald Kelley (Winfield, 1º novembre 1925 – Arkansas City, 30 gennaio 2005) è stato un dentista statunitense, noto per aver elaborato la "terapia metabolica non specifica", un trattamento medico alternativo per la cura del cancro, rivelatosi infondato e antiscientifico.

## Biografia
Laureatosi in odontoiatria alla Baylor University, con specializzazione in ortodonzia, Kelley (che non aveva alcuna formazione in oncologia) negli anni 1960 iniziò a mettere a punto una propria terapia per la cura del cancro, basandosi sulla personale convinzione che una corretta alimentazione potesse far regredire la progressione neoplastica. Fu influenzato in tal senso dalle teorie di Max Gerson, un medico tedesco trapiantato negli Stati Uniti che fin dal 1945 aveva proposto la propria "terapia" (obliterata come antiscientifica dall'American Medical Association già nel 1949) sostenendo che l'insorgere del cancro fosse legato a uno squilibrio metabolico, in particolare nel rapporto tra sodio e potassio.
Kelley si convinse che le neoplasie avessero come causa la carenza di determinati enzimi e propose quindi un "trattamento" fondato su diete specifiche da tarare a seconda del paziente, infusioni di succhi pancreatici, assunzione di integratori con circa 50 vitamine e minerali, amigdalina e clisteri di caffè. In una seconda fase Kelley aggiunse al protocollo sedute di osteopatia e finanche raccomandazioni di preghiera, battezzandolo Non-specific metabolic therapy (terapia metabolica non specifica).
Non passò molto tempo perché la comunità medico-scientifica si interessasse al caso: nel 1971, l'American Cancer Society annoverò il "metodo Kelley" tra le terapie non scientificamente provate. Secondo Quackwatch, i pazienti che si sottoposero alle cure di Kelley (che per meglio sfuggire ai controlli si trasferì in Messico) avrebbero avuto una mortalità più precoce e in generale una qualità di vita peggiore rispetto a coloro che si sottoponevano ai trattamenti oncologici standard, patendo effetti collaterali anche gravi e passibili di condurre attivamente alla morte. Tale circostanza fu confermata nel 2013 dal Memorial Sloan-Kettering Cancer Center, che riscontrò in particolare gli effetti collaterali legati ai clisteri di caffè.
La terapia ottenne un'improvvisa notorietà allorché nel 1980 l'attore Steve McQueen, affetto da un mesotelioma pleurico giudicato incurabile, si recò in Messico per sottoporvisi, pagando allo scopo circa 40.000 dollari al mese (al terzo millennio circa 153.000 dollari, adeguando il cambio all'inflazione). Kelley annunciò falsamente alla stampa di aver ottenuto la remissione del mesotelioma, ottenendo ampio spazio sul magazine People. All'atto pratico, la degenerazione tumorale si aggravò ulteriormente e McQueen morì tre mesi dopo, dopo aver tentato un ulteriore trattamento medico non riconosciuto. La visibilità ottenuta fece però sì che moltissimi pazienti si rivolgessero a Kelley per sottoporsi alle sue cure.
A dispetto di ciò, nel corso degli anni 1980 le fortune di Kelley (che scrisse anche un libro in cui raccontò la propria esperienza) declinarono: in particolare, gli fu revocata la licenza di dentista. Morì per un attacco cardiaco il 30 gennaio 2005 ad Arkansas City.
In epoche successive, il lavoro di Kelley fu ripreso dal medico Nicholas Gonzalez, che vi si basò per sviluppare a sua volta una propria terapia oncologica, parimenti infondata e antiscientifica.

## Opere
- One answer to cancer: an ecological approach to the successful treatment of malignancy, Winfield, Kansas, Wedgestone Press, 1969. ISBN 9780911459043